# Augustów-skoven
Augustów-skoven eller Augustów urskov (polsk: Puszcza Augustowska , litauisk: Augustavo giria , hviderussisk: Аўгустоўская пушча tr. Awhustowskaja pusjtja) er et stort urskovkompleks beliggende dels i Polen såvel som i det nordlige Hviderusland og det sydøstlige Litauen . Skoven dækker omkring 1.600 km2 hvoraf 1.140 km2 er i Polen.
Den polske del af skoven ligger i Podlaskie Voivodeship i den nordøstlige del af landet. Den nordlige del af Augustów-skoven er blevet omdannet til en af de yngste polske nationalparker. Den blev etableret i 1989 som Wigry National Park .

## Historie
Skoven har tidligere heddet Grodno- og Perstunskaya-skoven. En gang dækkede den området fra Grodno ii sydødst til Østersøen i nord.
Tidligere var Augustov-skoven en del af store, urskove, der voksede mellem Litauen, Masovien og Rutenien. Indtil det trettende århundrede var dets område beboet af Jotvingere. Efter deres udryddelse eller fordrivelse begyndte genbosættelsen af skoven først i det 15. århundrede. Derefter blev skovene opdelt i de såkaldte urskove, det vil her sige skovbrug: Perstuńska, Przełomska, Berżnicka og andre. I midten af det sekstende århundrede var de en del af den kongelige ejendom og var jagtområdet for forskellige dyr: bison, elg, hjorte, vildsvin, bjørne og ulve. Skoven var ejet af storhertugen. Han kunne udstyre bojaren med et stykke skov, så han kunne skabe bosættelser der og tage del i landbruget.
Under januaroprøret var skovene et tilflugtssted for de stridende og der var flere træfninger. I Kozi Rynek-reservatet er der grave fra oprørere, der døde i kamp med den overtallige af den kejserlige russiske hær den 29. juni 1863.